# Ernst Leitz II
Ernst Leitz II (Wetzlar, 1º marzo 1871 – Gießen, 15 giugno 1956) è stato un imprenditore e ottico tedesco, secondo figlio di Ernst Leitz I creatore del marchio originario Leica condensato di Leitz-Camera. Iniziò la sua attività imprenditoriale nel 1906, fu il successore del padre alla sua morte (1920).

## Biografia
Ernst Leitz fu il secondo figlio di Ernst Leitz senior. Dopo l'istruzione in meccanica fine nell'attività del padre e l'istruzione come venditore, entra nel 1906 come socio dell'azienda ottica fondata dal padre, prendendone le redini alla morte di questi nel 1920.

## Onorificenze
- 1912: Dr. med. h.c. della Universität Gießen
- 1925: Ehrensenator della TH Karlsruhe
- 1941: Eiserne Senckenberg-Ehrenmünze
- 1941: Ehrensenator della TH Darmstadt
- 1952: Großes Verdienstkreuz der Bundesrepublik Deutschland
- Dr. phil. h.c. della Universität Marburg
- Ehrensenator der Universität Marburg, Universität Köln e Technischen Hochschule Karlsruhe